# Ditiolano
Um ditiolano é um composto heterocíclico contendo enxofre derivado do ciclopentano pela substituição de dois grupos CH2 com grupos tioéter. Os compostos aparentados são 1,2-ditiolano e 1,3-ditiolano, também chamados 1,2-ditiaciclopentano e 1,3-ditiaciclopentano e dissulfeto de trimetileno.
1,2-Ditiolanos, tais como o ácido lipóico, são dissulfetos cíclicos.
1,3-Ditiolanos são importantes como grupos protetores para compostos carbonila, dado que eles são inertes para uma ampla variedade de condições. Reagindo um grupo carbonila com 1,2-etanoditiol converte-o em um 1,3-ditiolano, como detalhado abaixo.